# Carte de benzi desenate
O carte sau revistă de benzi desenate (engleză: comic book, franceză: Bande Dessinée) reprezintă o publicație în care sunt istorisite una sau mai multe narațiuni prin intermediul limbajului și convențiilor benzii desenate.

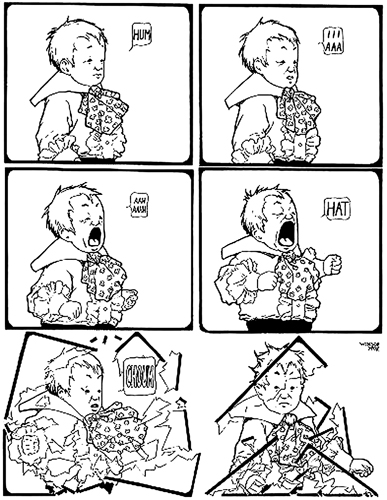
Le petit Sammy éternue (1904-1906)

Definiția termenului este disputată între specialiști, și de aceea și originea acestei forme de artă este de asemenea disputată. Originile benzilor desenate americane trebuie căutată în ziarele de la începutul secolului din America, unde apăreau pentru a comenta diferite caricaturi sau pentru a susține diferite povestiri simple. Primul exemplar de „benzi desenate“, după definiția americană a fenomenului "comic books" din Statele Unite, este considerat a fi The Adventures of Obadiah Oldbuck.

## Cartea de benzi desenate
Cartea de benzi desenate este considerată a noua artă.
O carte de benzi desenate este o revistă sau o carte conținând o artă secvențială în formula unui narativ. Deși termenul implică altfel, materia de studiu în cărțile de benzi desenate nu este necesar să fie amuzante, și de fapt seriozitatea lor dramatică variază în mare măsură. Termenul "benzi desenate" în acest context se referă la cadrele de diferite mărimi care conțin fiecare o imagine ce ilustrează în mod dinamic sau static acțiunea ce se petrece în firul narativ al poveștii respective. În ultimul sfert al sec. XX, datorită acceptării benzilor desenate de publicul larg s-a inventat termenul de roman grafic, pentru a diferenția benzile desenate considerate puerile, de cele cu un conținut și poveste mai matură.
Primele benzi desenate erau colecții de cadre umoristice luate din ziare, iar succesul comercial al acestor colecții a dus la dezvoltarea acestui mediu de exprimare. Versiunile de benzi desenate cunoscute drept romane grafice, erau de obicei cele cu coperta tare sau cele legate în tipul unei cărți și nu de tipul unei reviste.

## Cărțile de benzi desenate americane
Benzile desenate americane au fost asociate cu tradiția super-eroului. Traducerea exactă a termenului american pentru cărți de benzi desenate ar fi “cărți comice” de unde a și pornit controversa cu folosirea unui alt termen (romane grafice) pentru a face diferența între cele care aveau ca țintă un public format în mare parte din copii și adolescent. Industria modernă a benzilor desenate a început în Statele Unite în 1930, când a fost introdus stereotipul super-eroului, Superman. Fanii americani și pasionații împart benzile desenate americane în diferite ere. Din S.U.A. originează de asemenea benzile desenate contra-culturale și cele underground/alternative. 
Vânzările de benzi desenate scăzuseră în vremea când apăruse televizorul, dar au recâștigat popularitatea în anii `50 și `60 din cauza modului în care a abordat Stan Lee super-eroii în lumea reală. Mai târziu a apărut influența benzilor desenate japoneze, denumite manga și recunoașterea mediului printre academici, critici literari și muzee de artă au solidificat aceasta ca o formă de artă stabilind tradiții, stiluri, convenții și evoluție artistică. Modul în care sunt ilustrate benzile desenate din S.U.A. este unul specific, personajele fiind desenate sub forma ideală și îmbrăcate în costume pentru a evidenția aceste caracteristici. Bărbații au o musculatură bine subliniată, la fel ca și femeile. Fetele de obicei la bărbați au o mandibulă ce le conferă o față oarecum dreptunghiulară în partea de jos, iar femeile au o față ovaloidă. Eroii sunt reprezentați sub diferite costume, iar rău-făcătorii își acoperă de obicei fața. De asemenea sunt prezenți anti-eroii, care reprezintă partea întunecată a justiției, care folosesc orice mijloace pentru a își îndeplini voința.
Marile companii americane de benzi desenate sunt Marvel și DC. Marvel încercând să abordeze subiectul genocidului inutil al mutanților datorită diferențelor, iar DC povești mai sumbre, horror și drame.
Un alt stil în ceea ce privește ilustrarea benzilor desenate americane spre deosebire de cel de trup ideal gen Marvel/DC este găsit în benzile desenate publicate de artiști de renume, cum ar fi Frank Miller sau benzi desenate produse independent, acest tip fiind cunoscut drept încercări de a aduce lumea benzilor desenate de cea artistică.
Recunoașterea artistică a avut loc în momentul în care benzile desenate au primit premii în afara categorisirii din care făceau parte, cum povestea Maus al lui Art Spiegelman A câștigat premiul Pulitzer, prin ilustrarea unor întâmplări din al doilea război mondial reprezentând evreii și restul oamenilor drept șoareci și naziștii drept pisici, dar cu o puternică tentă dramatică. Sau cum The Sandman scris de Neil Gaiman a câștigat World Fantasy Award, pentru cea mai bună povestire scurtă.
Modul în care sunt produse benzile desenate este unul minuțios. Inițial prima ilustrare a poveștii este făcută de un artist în creion, acesta ține o strânsă legătură cu scriitorul pentru a stabili dacă modul în care a desenat secvențele intră în atmosfera poveștii, apoi un alt artist vine peste schița în creion și cu cerneala stabilește contrastele și umple toată compozita, ca apoi coloratura să fie făcută de un alt artist. Fiecare dintre toți acești artiști influențează atmosfera scenei și trebuie exact ce trebuie să scoată în evidență și ce trebuie să fie tratat cu mai puțin interes pentru a echilibra compoziția. Iar apoi vine cel care adaugă textul, care trebuie să aibă cunoștințe profesionale în ceea ce privește caligrafia pentru a reprezenta cât mai bine ceea ce este ilustrat.

## Cărțile de benzi desenate franco-belgiene
În spațiul francez și belgian, benzile desenate sunt considerate a noua artă.
Franța și Belgia sunt două țări care au o tradiție îndelungată în ceea ce privește benzile desenate, unde sunt numite BD-uri (abreviat de la bande dessinée). Spre deosebire de termenul american de “comics” (amuzant) care implică o formă de art ace nu poate fi luată în serios, aici benzile desenate sunt privite ca o nouă artă și concepția asupra lor este alta. În America benzile desenate din Franța și din Europa în general sunt categorisite drept romane grafice datorită modului în care acestea sunt tipărite (în cantități mari, pe volume).
Benzile desenate franco-belgiene au un stil propriu în ceea ce privește modul în care sunt ilustrate. Spre deosebire de modul foarte realist și idealist folosit în mare parte de artiștii de bandă desenată americani, artiștii franco-belgieni tratează ilustrarea benzilor cu o libertate mai mare.
Ei pun mai mult preț pe poveste și pe faptul că modul în care arată este mai puțin important decât povestea pe care o spune o bandă desenată, dar asta nu înseamnă că benzile franco-belgiene nu sunt atractive din punct de vedere vizual.
Linia din benzile desenate franco-belgiene este mai vibrată în contradicție cu cea foarte exactă, pe care o găsim în benzile desenate americane.
Unul dintre primele stiluri care au fost inventate în Franța a fost “linia clară”, care este caracterizat prin lipsa totală a umbrelor și a negrului, o linie neîntreruptă și proporționalitatea realistă. Acest stil este considerat un stil “încetinit” datorită faptului că nu există linii dinamice, de fugă.
Alt stil franco-belgian este cel realist, care încearcă să arate foarte convingător și natural, dar în același timp să mențină acea conștientă a faptului că este un desen. Mai trebuie menționat și stilul comic-dinamic cu o linie de grosime variată și niște desene foarte agitate.
Cel mai cunoscut festival de bandă desenate este cel de la Angoulême din Franța început din 1974.

## Cărțile de benzi desenate englezești
Primele benzi desenate englezești aveau aceeași mărime ca cele americane, dar fără formatul glossy (hârtie lucioasă) pentru copertă.
Chiar dacă prima carte de benzi desenate publicată în Marea Britanie a fost (1884) avea ca țintă cititorii adulți, firmele și-au schimbat repede ținta pentru publicul mai tânăr, iar de aceea s-a creat o opinie greșită cum că ar fi un lucru juvenil.

## Cărțile de benzi desenate japoneze – Manga
Manga este termenul japonez pentru benzi desenate. În afara Japoniei, el se referă de obicei strict la benzile desenate japoneze. Manga-urile populare sunt transformate în anime-uri (animație în japoneză). Manga este creată dintr-o mixtură între arta japoneză ukiyo-e și stiluri străine de desenat, și a preluat forma prezentă la puțin timp după cel de-Al Doilea Război Mondial. Constă în principal din desense alb-negru, în afară de coperți și câteodată primele câteva pagini; în unele cazuri, este colorată integral.
Termenul de “Manga” înseamnă “imagini aleatorii”. Primele benzi desenate japoneze au apărut la începutul secolului al XVIII-lea și aveau foarte puține cuvinte fiind pentru cititorii neinițiați în literatură. Dar în 1775 Koikawa Harumachi a publicat ce ar putea fi prima bandă desenată mai complexă cu un fir literar și mai sofisticată cultural.
Stilul japonez de a desena este unul foarte expresiv, în sensul că ei exagerează modul în care se exprimă acțiunile. Iar personajele sunt desenate în stilul “moe” anume cu ochii mari și nasul și gura mică.
Dr. Osamu Tezuka a creat un stil aparte în care un personaj nu ilustrează o reprezentare realistică, ci una bazată mai mult pe ideea ce stă la baza personajului.
Manga este mult mai comercializată decât oricare alte benzi desenate datorită modului și a formatului în care este publicat benzile desenate se vând pe toată suprafața globului. Un alt factor important în comercializarea benzilor desenate manga a fost faptul că este un factor foarte apreciat în cultura japoneză și este mult mai valorificat decât în orice altă parte.
Majoritatea benzilor desenate manga sunt publicate pe hârtie ieftină și în alb negru, având o copertă în patru culori, iar primele pagini fiind colorate în prealabil.
Stilul manga a avut o influență asupra benzilor desenate la nivel mondial, practic a fost creat un curent artistic de benzi desenate manga.
Benzile desenate manga se citesc de la dreapta la stânga, spre deosebire de modul tradițional american/european de a citi de la stânga la dreapta. Aceasta a creat diferite controverse datorită faptului că unele edituri pentru a înlesni cititorilor această problemă au întors paginile și de aceea majoritatea personajelor par să fie stângace și anumite lucruri par asimetrice. Una dintre cele mai cunoscute benzi desenate și anume “Blade of the immortal” nu a suferit acest proces datorită faptului că personajul principal poartă pe spate un manji (svastica budistă), iar întoarcerea paginilor ar fi arătat că personajul poartă emblema nazistă.

## Romanul Grafic
Termenul de roman grafic a fost prima dată folosit de Richard Kyle în 1964, în principal pentru a deosebi lucrările europene traduse de cele cu un subiect mai juvenil cum erau găsite în Statele Unite.
Termenul a fost popularizat de Will Eisner, când a fost folosit pe coperta unei ediții a “A Contract with God” în 1978. Având o tematică mai matură decât restul a fost un gen de carte la care nimeni nu se aștepta din acest mediu.
Alt susținător al acestui termen a fost Warren Ellis.
Un roman grafic este o bandă desenată mai lungă cu o poveste și un fir epic mai complex, asemănător unor romane, având ca țintă un public mai matur. Ea mai poate fi caracerizată și dintr-o colecție de mai multe strip-uri de bandă conglomerate într-o singură carte.
De obicei romanele grafice se găsesc într-un format mai rezistent decât celelalte cărți de benzi desenate, fiind printate pe o hârtie de calitate mai bună și de obicei cu o copertă tare.
În principiu romanele grafice nu au acea serialitate specifică benzilor desenate, în sensul că romanul grafic are o introducere, un conținut și un sfârșit. 
Câteva exemple de romane grafice ar fi “He done her wrong” de Milt Gross și o carte fără cuvinte publicată sub forma cu copertă tare “Une Semaine De Bonte”, o nuvelă compusă din colaje de imagini secvențiale realizată de pictorul suprarealist Max Ernst.
În Europa tradiția de a colecționa benzi cunoscute cum ar fi “Aventurile lui Tintin” și “Asterix” au permis construirea unui sistem ce publica lucrări ca narații de lungă durată, dar pre-publicate ca seriale. În anii 70 acest lucru a permis artiștilor să își susțină vânzările pe propriul lor nume.
În 1969 John Updike a venit cu ideea de a susține acest mediu de exprimare, susținând că orice artist talentat ar putea crea o capodoperă în ceea ce privește romanul grafic.
În Europa creatorii de bandă desenată au experimentat și ei cu benzi desenate cu format mai lung. Raymond Briggs a produs lucrări ca “Father Christmas” și “The Snowman”, pe care el însuși le descrie ca “un abis fără sfârșit de benzi desenate”. Deși majoritatea lucrărilor lui au fost publicate drept romane grafice, el menționând că nu îi prea place acest termen. În 1975 a apărut pe mai multe coperți, ale mai multor lucrări de benzi desenate. 
Termenul a fost popularizat după ce Will Eisner l-a folosit pe coperta romanului său grafic “A Contract with God, and Other Tenement Stories”. Această colecție avea ca temă viețile oamenilor obișnuiți în lumea reală, cu un ton matur. Folosirea termenului de roman grafic a fost folosit pentru a o deosebi de restul benzilor desenate considerate în acea zonă și perioadă juvenile. Succesul comercial al “A Contract With God” a ajutat la stabilirea termenului de roman grafic pe piață. 
Firma americană DC Comics a început și ea să publice benzile desenate în format de carte. Două dintre aceste colecții au reușit să prindă atenția publicului și alături de povestea “Maus” al lui Art Spiegelman au ajutat la stabilirea termenului și conceptului de roman grafic pe piață. Acestea au fost “Batman: The Dark Knight Returns” o colecție produsă de Frank Miller, care ne punea un accent mai serios și mai matur asupra super-eroului și “Watchmen” o colecție produsă de Alan Moore și Dave Gibbons. Altă poveste demnă de menționat este “V for Vendetta” cu o poveste scrisă de Alan Moore și ilustrată de David Lloyd.
Aceste patru lucrări au fost foarte criticate de presă și au stabilit faptul că benzile desenate nu sunt doar pentru copii.
Majoritatea creatorilor de benzi desenate nu sunt de acord cu acest termen datorită faptului că ei consideră acesta un termen comercial, folosit pentru a mări prețul anumitor cărți care de altfel nu ar merita aceasta.

## Webcomic – benzile desenate online
Webcomic-urile cunoscute și sub termenul de benzi desenate online sau internet comics, sunt benzi desenate care pot fi citite doar pe internet. Multe dintre ele sunt publicate exclusiv online,   și mai altele sunt și publicate, dar mențin o arhivă online pentru interese comerciale sau artistice. Cu popularizarea accesului la internet, webcomics-urile au ajuns să aibă diferite stiluri de la benzi desenate până la nuvele grafice.
Webcomics-urile au avantajul faptului că similar benzilor desenate printate independent, aproape oricine își poate crea un site pe care să publice webcomics. Momentan sunt peste 18.000 de webcomics-uri online, dar foarte puține dintre ele au succes comercial.
Sunt totuși câteva diferențe dintre webcomics și cele tradiționale printate.
Cu webcomics-urile restricțiile formale ale paginii în sensul că se poate folosi în avantaje diferite capabilități ale web-ului. Scott McCloud este printre primii care a venit cu ideea de o pânză infinită, pe care spre deosebire de pagina printată, care este limitată, artiștii își pot plasa cadrele în orice fel și în orice direcție, așa cum demian5 a creat “When I Am King”. Alți artiști ca Mark Fiore cu ajutorul programului Flash au experimentat în a combina animația cu interactivitate.
Dar în ciuda acestor încercări multe webcomic-uri au forma tradițională, fiind postate pe net sub formă tradițională de alb negru, ori colorate digital. Acest mod de a posta zilnic câte un comic îi permite artistului să atragă un public repede. Sunt și alte webcomic-uri care se axează pe poveste și nu pe amuzament. 
Câteva benzi desenate independente au încetat a se mai publica în modul tradițional, postând periodic pe internet benzile pentru a cuprinde un public mai larg. 
Unele webcomic-uri sunt publicate pe net fără utilizarea modului de desenat tradițional. Ele folosesc personaje copiate din jocuri, image de stoc public sau importate de pe site-uri de specialitate sau fotografii. Expresia artistică acestor webcomic-uri ready-made este textul.
Webcomics-urile care sunt publicate independent nu au anumite restricții și se bucură de o libertate de exprimare extremă. Unele webcomic-uri întind granițele gusturilor, profitând de lipsa aproape inexistentă a cenzurii pe internet, un factor ce evidențiază libertatea exprimării. Dar chiar și așa unele probleme pot exista, un bun exemplu ar fi artistul Farnon Tristan care a avut probleme legale după ce a creat o parodie homo-erotică sau multe alte exemple. 
Webcomic-urile care strâng o arhivă mai mare de obicei publică benzile desenate în cărți. Dar acei care nu respectă un anumit standard găsesc încadrarea în cărți a benzilor foarte grea.

## Banda Desenată în România
Banda Desenată în România este dezvoltată, deși în mare parte în cercuri restrânse, aceasta nefiind la fel de apreciată ca în SUA, Franța, Belgia, Japonia, Austria sau Germania.

## Metode de ilustrare
Stilul în care sunt ilustrate nuvele grafice nu poate fi categorisit într-un anume fel datorită faptului că fiecare artist are un stil propriu. Singura diferență este modul în care lucrează.
În ceea ce privește nuvelele grafice se poate ajunge de la o ilustrare grafică strictă unui mediu anume (cum ar fi creion, tuș, acuarelă etc.) sau diferite combinații (colaje, colaje digitale, manipulări de fotografie digitale etc.) sau unele chiar în totalitate din fotografii manipulate ulterior.
De obicei pentru a ilustra coperta unei nuvele grafice, sau a unei cărți de benzi desenate se contractează un ilustrator profesionist care se ocupă în mare parte doar cu așa ceva, iar partea de ilustrare a interiorului este făcută de alt artist.
În general la nuvele grafice spre deosebire de modul în care se ilustrează benzile desenate tradiționale americane, în sensul că spre deosebire de modul mai sistematizat care este abordat de acestea (un artist care schițează în creion, un alt artist care pune accentele de negru cu tuș, un al treilea artist care colorează imaginea și ultimul care se ocupă de text și de partea caligrafică), în nuvelele grafice în general sunt doar doi artiști, cel care se ocupă de partea ilustrativă și cel care se ocupă de scris, sau chiar unul singur.
În Europa de obicei în benzile desenate un artist și cu un scriitor colaborează pentru a face o bandă desenată mai elaborată, în sensul că amândoi cad de comun acord în așezarea cadrelor și relatarea poveștii. Acest sistem este abordat totuși și în alte părți și multe benzi desenate au fost create în acest fel.
Ca un artist de banda desenată ai nevoie de o memorie vizuală foarte puternic dezvoltată datorită faptului că atunci când desenezi nu vei avea fiecare obiect ca model în fața ta ca să îl poți desena exact și îl vei desena din memorie. De aceea mulți artiști se inspiră din fotografii pentru a desena anumite lucruri și obiecte pe care nu și le aduc aminte, ba chiar anumiți artiști de bandă desenată au întregi arhive de fotografii după care se inspiră și care le folosesc pentru a desena anumite lucruri mai complicate care nu sunt ușor de memorat.
Stilurile artistice în general sunt categorisite în două:
-Stilul realist cunoscut și sub numele de stilul de aventură datorită faptului că a fost elaborat pentru benzile desenate de aventură în anii `30, acestea având nevoie de un stil mai matur și mai realist care se baza pe proporții anatomice și forme realiste, acest stil fiind baza benzilor desenate cu super-eroi.
-Stilul animat este acela care folosește efecte comice și variația liniei pentru a reda expresivitate. Personajele pot avea o anatomie rotunjită simplificată, sau una exagerată, disproporționată pentru a evidenția diferite stereotipuri de personaje. Acest stil are mai multe sub-ramuri și o diversitate foarte mare.
Odată cu creșterea puterii de procesare a calculatorului sunt acum un număr foarte mare de benzi desenate făcute în totalitate pe calculator. Arta este fie ilustrată fie doar pe calculator fie prin combinarea unor elemente grafice digitale și a unora tradiționale. Dave McKean este primul artist care a combinat metodele tradiționale și digitale de compoziție.
Dave McKean este primul artist care a folosit mediul digital combinat cu desenul real. Don Chambers a creat “Mannequins” pe computerul său Macintosh în 1996, fiind prima bandă desenată digital. Deși este important a face diferența între desenul tradițional retușat cu o tabletă grafică și cel renderizat în totalitate pe calculator cu programe speciale. Computerele sunt în mare parte folosite pentru a adăuga textul și pentru a colora desenele.

## Artiști de benzi desenate
Hugo Pratt (Iunie 15, 1927 – 20 august 1995) a fost un artist italian de benzi desenate, care a combinat un puternic simț de narator cu o extinsă cercetare pe baza lui Corto Maltese în una din seriile lui. A fost introdus în Comic Book Hall of Fame în 2005.
Will Eisner (Martie 6, 1917 – Ianuarie 3, 2005) a fost unul dintre cei mai cunoscuți scriitori americani și un foarte bun artist. Este considerat drept cea mai importantă persoană care a contribuit la propagarea benzilor desenate și este cunoscut pentru studioul pe care l-a creat, pentru seriile lui de benzi desenate “The Spirit”, pentru modul de instruire în ceea ce privește benzile desenate, pentru rolul său foarte important în stabilirea nuvelelor grafice ca o formă a literaturii, și pentru lucrările sale educaționale în ceea ce privește banda desenată prin cartea “Comics and Sequential Art”. În 1988 comunitatea de benzi desenate a omagiat importanța sa prin crearea premiilor Will Eisner, pentru a recunoaște reușita anuală a celor care lucrează sub acest mediu de exprimare. Eisner a participat la fiecare ceremonie, pentru a felicita fiecare participant.
Stan Lee este un scriitor și editor american de benzi desenate, născut din părinți evrei români. El a contribuit la introducerea unor personaje complexe și realistice într-un univers împărțit în diferite benzi desenate cu super eroi. El a ajutat la crearea unora ca Spider-Man, Fantastic Four, X-Men, Hulk, Daredevil și mulți alții.
Hergé - Georges Prosper Remi (Mai 22, 1907 – Martie 3, 1983) a fost un scriitor și artist belgian de benzi desenate. Printre cele mai cunoscute lucrări ale sale se numără “Aventurile lui Tintin”, pe care le-a scris și ilustrat din 1929 până în 1983 când a murit, lăsând în urmă douăzeci și patru de aventuri alături de Tintin. Lucrările sale au avut o puternică influență asupra benzilor desenate în special în Europa. A fost introdus în Comic Book Hall of Fame în 2003. Ce este notabil la poveștile cu Tintin, este calitatea poveștilor ce include un umanism și un simțământ al realului produs printr-o cercetare meticuloasă și foarte extinsă, ajutată de stilul particular al lui Herge de “linie clară”. Cititorii maturi se destind observând în lectură ușoarele evocări satirice a unor evenimente istorice și politice. Momentan se lucrează la un film adaptat după poveștile lui Tintin.
Peyo - Pierre Culliford (Iunie 25, 1928 – Decembrie 24, 1992) a fost un creator de bandă desenată belgian, cel mai mult cunoscut pentru personajele sale originale “Ștrumfii”.
Alan Moore este un scriitor englez cunoscut pentru influențele pe care le-a avut asupra benzilor desenate și pentru nuvelele sale grafice printre care: ”Watchmen”, “V for Vendetta” și “From Hell”.
Jamie Hewlett este un alt artist englez de bandă desenată și designer. Este cunoscut pentru banda sa desenată “Tank girl” și pentru ilustrarea personajelor formației Gorillaz.
Franklin Christenson Ware este un artist de bandă desenată american, cunoscut pentru seriile sale de “Acme Novelty Library” și nuvela sa grafică “Jimmy Corrigan, the Smartest Kid on Earth”. Arta sa este eclectică în influențele sale, ilustrând apartenența stilului și esteticii americane de la începutul sec. XX. Tranziția sa prin zeci de stiluri duce la o unicitate remarcabilă. Chiar dacă modul său precis și așezarea geometrică par a fi generate pe calculator, Ware folosește numai unelte tradiționale (hârtie, creion, rigle). Dar în ciuda acestui fapt folosește fotocopierea și transparențele, iar culorile le așază cu ajutorul unui calculator.
Sam Kieth este un ilustrator, scriitor de benzi desenate și director de film american cel mai bine cunoscut pentru creația sa “The Maxx” și ajutarea la povestea “The Sandman”.
Geof "Geofrey" Darrow este un artist american de bandă desenată și designer. Stilul său distinct și extrem de detaliat, combinând elemente de cultură japoneză, împreună cu stilul de ilustrație de prin anii `50 este foarte meticulos în modul său de exprimare. În 1990 a colaborat cu Frank Miller în a crea o poveste retro-science fiction foarte violentă numită “Hard Boiled”, bazată pe o poveste a lui Philip K. Dick în care protagonistul începe ca o persoană normală și mai apoi ajunge să fie nesigur pe propria identitate. Altă lucrare cu Frank Miller a fost “Big Guy and Rusty the Boy Robot” produsă în 1996, care avea un mesaj mai familial și care prezenta doi protagoniști luptându-se cu o șopârlă gigantică în Tokyo. Aceasta a fost animată de Sony în 1999.
David Tench McKean este un ilustrator, fotograf, artist de benzi desenate, designer grafic, regizor și muzician. Lucrările sale combină desenul, pictura, fotografia, colajul, obiecte găsite, arta digitală și sculptura. Cea mai cunoscută este colaborarea sa cu Neil Gaiman prin care au produs diferite povești (printre care Sandman, Hellblazer și multe altele).
Ashley Wood este un artist de bandă desenată australian și ilustrator cunoscut pentru arta sa atmosferică. Wood lucrează în general în tehnici mixte, combinând pictura în ulei cu prelucrarea digitală. Stilul său conține elemente de expresionism. Înainte de a lucra pentru Marvel și DC a fost cunoscut mai mult pentru contribuția lui la titlurile “Spawn”. Acum lucrează la diferite proiecte cu IDW. Este creatorul primei bande desenate digitale animate pe consola portabilă Sony PSP. Stilul său unic a creat mulți imitatori. În 2006 a fost invitat oficial de Societatea de Ilustratori americani. Titlul său original de benzi desenate este Pobot, ce arată peripețiile unui robot și a unei pisici cântărețe.
Frank Miller este un regizor, artist și scriitor american de benzi desenate, cel mai bine cunoscut pentru abordarea sa de film-noir asupra poveștilor de benzi desenate. Este unul dintre cei mai cunoscuți creatori de bandă desenată a generației sale. Stilul său este unul simplist, fără culoare, folosind doar alb și negru el redă contraste puternice, și folosește aceasta pentru a crea o atmosferă specială și specifică benzilor și poveștilor sale. 
Lewis Trondheim (numele real Laurent Chabosy) este un autor de bandă desenată francez, extrem de prolific. Multe din benzile sale desenate au fost redate ca animații. Cea mai cunoscută bandă a sa este “Donjon”, o serie ambițioasă creată cu ajutorul lui Joann Sfar, în care pretendenții călătoresc prin diferite perioade ale evului mediu.
David Charles Cooper este un artist canadian care se ocupă pe lângă ilustrație și design grafic și cu animația. Stilul său este unul foarte animat, dar foarte întunecat în același timp. 
Mike Mignola este un artist american de benzi desenate și un scriitor remarcabil. Personajul său principal este Hellboy, pe care îl pune în diferite povești mitologice din folclor, adăugând fantome, monștrii și evenimente paranormale. El a menționat că personalitatea personajului este bazată pe tatăl său. Mignola este cunoscut pentru stilul său aparte de a desena, fiind catalogat de Alan Moore ca “o combinație între expresionismul german și stilul Marvel al lui Jack Kirby”. Mignola a fost privit ciudat la începutul carierei sale datorită modului în care desena personajele, el concetrându-se pe suprafețe mari și contraste puternice între negru și alb decât pe forme proporționate sau detalii prea multe, acest lucru fiind evidențiat și în modul în care desenează clădirile.
Desenatori români: Valentin Tănase, Șerban Andreescu, Bogdan Prejoianu, Valentin Iordache, Valentin Cristescu, Livia Rusz, Sorin Anghel, Mircea Arapu, Radu Marian, Burschi, Pompiliu Dumitrescu, Matei Branea, Alexandru Ciubotariu, Sandu Florea, Lucian Amarii, Puiu Manu, Virgil Tomuleț, Marin Iorda, Marian Mirescu, Viorel Pîrligras, Adrian Barbu.